# Chladniïta
La chladniïta és un mineral de la classe dels fosfats, que pertany al grup de la fil·lowita. Rep el seu nom de Ernst Florens Friedrich Chladni (1756-1827), de la Universitat de Riga, Letònia.

## Característiques
La chladniïta és un fosfat de fórmula química Na₂CaMg₇(PO₄)₆. Va ser aprovada com a espècie vàlida per l'Associació Mineralògica Internacional l'any 1993. Cristal·litza en el sistema trigonal. La seva duresa a l'escala de Mohs oscil·la entre 4,5 i 5. Els minerals químicament propers, també anhidres inclouen czochralskiïta, brianita i merrillita, tots trobats en meteorits. La johnsomervilleïta, del mateix grup, també és químicament similar.
Segons la classificació de Nickel-Strunz, la chladniïta pertany a «08.AC: Fosfats, etc. sense anions addicionals, sense H₂O, amb cations de mida mitjana i gran» juntament amb els següents minerals: howardevansita, al·luaudita, arseniopleïta, caryinita, ferroal·luaudita, hagendorfita, johil·lerita, maghagendorfita, nickenichita, varulita, ferrohagendorfita, bradaczekita, yazganita, groatita, bobfergusonita, ferrowyl·lieïta, qingheiïta, rosemaryita, wyl·lieïta, ferrorosemaryita, qingheiïta-(Fe2+), manitobaïta, marićita, berzeliïta, manganberzeliïta, palenzonaïta, schäferita, brianita, vitusita-(Ce), olgita, barioolgita, whitlockita, estronciowhitlockita, merrillita, tuïta, ferromerrillita, bobdownsita, fil·lowita, johnsomervilleïta, galileiïta, stornesita-(Y), xenofil·lita, harrisonita, kosnarita, panethita, stanfieldita, ronneburgita, tillmannsita i filatovita.

## Formació i jaciments
Va ser descoberta en un únic gra de 975 x 175 micròmetres en el meteorit Carlton, juntament amb clorapatita, olivina, piroxè, plagioclasa, schreibersita i troilita. El meteorit va ser trobat al comtat de Hamilton, a Texas, Estats Units. També ha estat descrita al meteorit GRA95209, trobat a l'Antàrtida, i a la regió de Córdoba, a l'Argentina.